# 將樂戰鬥
將樂戰鬥發生於1934年3月7日，地點則是在中華民國福建將樂。是第一次国共内战主要戰鬥之一。該戰鬥交戰一方為中華民國國民革命軍，另一方則為中國共產黨所領導之中國工農紅軍。戰鬥末了，國軍攻佔重要據點。